# Aspidosperma spruceanum
Aspidosperma spruceanum é uma árvore Brasileira, conhecida popularmente como:
- amargoso
- araracanga
- guatambu-rugoso
- pau-amarelo
- pequiá-marfim
- peroba
- pitiá
- quina-da-mata

## Características
Altura de 5 a 20 m, tronco de 30–40 cm de diâmetro revestido por cortiça espessa.
Folhas de pecíolo curto, coriáceas, 6–10 cm de comprimento, face superior glabra e verde, face inferior ferrugínea com penugem densa.
Fruto: folículo deiscente, 8-10 sementes.

## Ocorrência
Amazônia e Mata Atlântica, desde o norte do Brasil até São Paulo e Minas Gerais, tanto na mata primária quanto na secundária. Frequente na floresta alto-montana da Serra da Mantiqueira em Minas Gerais.

### Estado de conservação
Em perigo crítico no estado de São Paulo. Tem baixa densidade populacional, sua distribuição no estado é restrita, não existe em unidades de conservação e sua polinização depende de espécies ameaçadas da fauna.

## Usos
A madeira, dura e resistente, é usada na construção civil e como dormente em estradas de ferro.
A copa ampla a recomenda no paisagismo rural. Quando jovem é muito ornamental em jardins.

## Ecologia
Perenifólia, heliófita não pioneira, nativa da floresta estacional semidecidual alto-montana, de frequência ocasional e descontínua. Ocorre  em solos argilosos férteis.
Dispersão das sementes: anemocórica.

### Fenologia
Floresce de julho a setembro, os frutos amadurecem em agosto-setembro.
Um kg de sementes tem cerca de 6100 unidades, a taxa de germinação é baixa.
A velocidade de crescimento da planta é moderada.